# USS Cod (SS-224)
USS Cod (SS/AGSS/IXSS-224) là một tàu ngầm lớp Gato từng phục vụ cùng Hải quân Hoa Kỳ trong Chiến tranh Thế giới thứ hai. Nó là chiếc tàu chiến duy nhất của Hải quân Hoa Kỳ được đặt cái tên này, theo tên loài cá tuyết phổ biến tại Bắc Đại Tây Dương và Bắc Thái Bình Dương. Nó đã phục vụ trong suốt Thế chiến II, thực hiện tổng cộng bảy chuyến tuần tra, đánh chìm tám tàu với tổng tải trọng hơn 26.985 tấn và gây hư hại cho khoảng 36.000 tấn tải trọng khác. Được cho ngừng hoạt động sau khi xung đột chấm dứt vào năm 1946, nó được huy động trở lại để tiếp tục phục vụ trong giai đoạn Chiến tranh Lạnh từ năm 1951 đến năm 1954, được xếp lại lớp như một "tàu ngầm phụ trợ" AGSS-224 vào năm 1962 rồi như một "tàu ngầm đa dụng không phân loại" IXSS-224 vào năm 1971 trong thành phần dự bị. Con tàu hiện đang được giữ lại như một tàu bảo tàng tại Cleveland, Ohio và được công nhận là một Danh lam Lịch sử Quốc gia Hoa Kỳ. Cod được tặng thưởng bảy Ngôi sao Chiến trận do thành tích phục vụ trong Thế Chiến II.

## Thiết kế và chế tạo
Lớp tàu ngầm Gato được thiết kế cho mục đích một tàu ngầm hạm đội nhằm có tốc độ trên mặt nước cao, tầm hoạt động xa và vũ khí mạnh để tháp tùng hạm đội chiến trận. Con tàu dài 311 ft 9 in (95,02 m) và có trọng lượng choán nước 1.525 tấn Anh (1.549 t) khi nổi và 2.424 tấn Anh (2.463 t) khi lặn. Chúng trang bị động cơ diesel dẫn động máy phát điện để cung cấp điện năng cho bốn động cơ điện, đạt được công suất 5.400 shp (4.000 kW) khi nổi và 2.740 shp (2.040 kW) khi lặn, cho phép đạt tốc độ tối đa 21 hải lý trên giờ (39 km/h) và 9 hải lý trên giờ (17 km/h) tương ứng. Tầm xa hoạt động là 11.000 hải lý (20.000 km) khi đi trên mặt nước ở tốc độ 10 hải lý trên giờ (19 km/h) và có thể hoạt động kéo dài đến 75 ngày và lặn được sâu tối đa 300 ft (90 m).
Lớp tàu ngầm Gato được trang bị mười ống phóng ngư lôi 21 in (530 mm), gồm sáu ống trước mũi và bốn ống phía phía đuôi tàu, chúng mang theo tối đa 24 quả ngư lôi. Vũ khí trên boong tàu gồm một hải pháo 3 inch/50 caliber, và thường được tăng cường một khẩu pháo phòng không Bofors 40 mm nòng đơn và một khẩu đội Oerlikon 20 mm nòng đôi, kèm theo súng máy .50 caliber và .30 caliber. Tiện nghi cho thủy thủ đoàn bao gồm điều hòa không khí, thực phẩm trữ lạnh, máy lọc nước, máy giặt và giường ngủ cho hầu hết mọi người, giúp họ chịu đựng cái nóng nhiệt đới tại Thái Bình Dương cùng những chuyến tuần tra kéo dài đến hai tháng rưỡi.
Cod được đặt lườn tại xưởng tàu của hãng Electric Boat Company ở Groton, Connecticut vào ngày 21 tháng 7, 1942. Nó được hạ thủy vào ngày 21 tháng 3, 1943, được đỡ đầu bởi bà G. M. Mahoney, và được cho nhập biên chế cùng Hải quân Hoa Kỳ vào ngày 21 tháng 6, 1943 dưới quyền chỉ huy của Hạm trưởng, Thiếu tá Hải quân James C. Dempsey.

## Lịch sử hoạt động

### 1943 - 1944

#### Chuyến tuần tra thứ nhất
Sau khi hoàn tất việc chạy thử máy huấn luyện ngoài khơi New London, Connecticut và sửa chữa sau chạy thử máy, Cod chuẩn bị để được điều động sang khu vực Mặt trận Thái Bình Dương. Nó đi đến Brisbane, Australia vào ngày 2 tháng 10, 1943, và lên đường vào ngày 22 tháng 10 cho chuyến tuần tra đầu tiên tại biển Đông. Cho dù bắt gặp một số mục tiêu, nó chỉ tấn công mật lần vào ngày 29 tháng 11 nhưng không thể xác định kết quả. Con tàu quay trở về Fremantle, Australia để tái trang bị từ ngày 16 tháng 12, 1943 đến ngày 11 tháng 1, 1944.

#### Chuyến tuần tra thứ hai
Cod tiến hành chuyến tuần tra thứ hai tại các khu vực biển Đông, ngoài khơi Java và Halmahera. Vào ngày 16 tháng 2, nó trồi lên mặt nước để đánh chìm một thuyền buồm bằng hải pháo, và một tuần sau đó đã phóng ngư lôi vào một tàu buôn mà không rõ kết quả. Nó đánh chìm một tàu buôn khác, chiếc Taisoku Maru (2.473 tấn) vào ngày 27 tháng 2, và tấn công một chiếc thứ ba hai ngày sau đó, nhưng buộc phải lặn sâu để né tránh mìn sâu thả từ một tàu hộ tống Nhật Bản, nên không thể đánh giá kết quả. Sau khi quay trở về cảng Fremantle, nó được tái trang bị từ ngày 13 tháng 3 đến ngày 6 tháng 4.

#### Chuyến tuần tra thứ ba và thứ tư
Trong chuyến tuần tra thứ ba tại các khu vực biển Sulu và biển Đông ngoài khơi Luzon, vào ngày 10 tháng 5, Cod tấn công một đoàn tàu vận tải 32 chiếc được hộ tống chặt chẽ, đánh chìm tàu khu trục Karukaya và tàu buôn Shohei Maru (7.256 tấn) trước khi phải lặn xuống để né tránh sự phản công của các tàu hộ tống. Nó quay trở về Fremantle để được tái trang bị vào ngày 1 tháng 6.
Lên đường vào ngày 3 tháng 7 để tiến hành chuyến tuần tra thứ tư tại các vùng biển Luzon và Java, Cod đánh chìm chiếc Seiko Maru (708 tấn) vào ngày 3 tháng 8, và tàu đổ bộ LSV-129 vào ngày 14 tháng 8, trước khi quay trở về Fremantle vào ngày 25 tháng 8.

#### Chuyến tuần tra thứ năm
Lên đường vào ngày 18 tháng 9 cho chuyến tuần tra thứ năm, Cod hướng sang vùng biển Philippines. Nó bắt gặp và đánh chìm chiếc tàu buôn Tatsushiro Maru (6.886 tấn) vào ngày 5 tháng 10, và đến ngày 25 tháng 10 lại tung ra nhiều lượt tấn công nhắm vào một đoàn tàu vận tải lớn nhưng không có kết quả. Sau khi tiêu phí hết số ngư lôi mang theo, nó theo dõi để báo cáo vị trí của đoàn tàu thêm một ngày đêm, trước khi chuyển sang nhiệm vụ tìm kiếm và giải cứu ngoài khơi Luzon, phục vụ cho Chiến dịch giải phóng Philippines.
Quay trở về Trân Châu Cảng vào ngày 20 tháng 11, Cod tiếp tục đi về vùng bờ Tây, nơi nó được đại tu tại Xưởng hải quân Mare Island. Sau khi hoàn tất việc sửa chữa, con tàu đi đến Trân Châu Cảng vào ngày 7 tháng 3, 1945.

### 1945

#### Chuyến tuần tra thứ sáu
Xuất phát từ Trân Châu Cảng vào ngày 24 tháng 3, 1945, Cod tiến hành chuyến tuần tra thứ sáu tại vùng biển Hoa Đông, chủ yếu vào nhiệm vụ tìm kiếm và giải cứu. Nó đánh chìm một tàu kéo và sà lan bằng hải pháo vào ngày 17 tháng 4, cứu vớt ba người sống sót; rồi đến ngày 24 tháng 4 đã tấn công một đoàn tàu vận tải, và bị đối phương phản công bằng mìn sâu; và sang ngày hôm sau, nó đánh chìm tàu quét mìn W-41. Vào ngày 26 tháng 4, một vụ hỏa hoạn xảy ra ở phòng ngư lôi phía đuôi tàu, nhưng nhanh chóng được dập tắt sau khi phóng bỏ một quả ngư lôi đang sẵn sàng trong ống phóng đề phòng nó bị kích nổ. Hai thủy thủ đã bị rơi xuống biển trong tai nạn này, nhưng chỉ một người được cứu vớt; đây là tổn thất nhân mạng duy nhất của con tàu trong suốt cuộc chiến tranh. Chiếc tàu ngầm quay trở về Guam để tái trang bị từ ngày 29 tháng 5 đến ngày 26 tháng 6.

#### Chuyến tuần tra thứ bảy

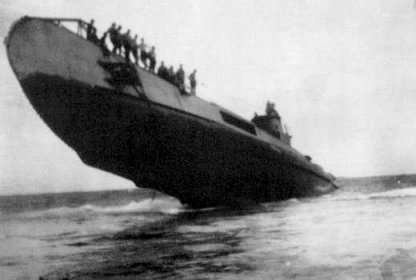
Tàu ngầm O-19 đang bị mắc cạn tại bãi Đá Lát

Cod tiến hành chuyến tuần tra cuối cùng trong chiến tranh dọc theo bờ biển Đông Dương thuộc Pháp và trong vịnh Thái Lan. Vào các ngày 9 và 10 tháng 7, nó đi đến để trợ giúp cho chiếc tàu ngầm Hải quân Hoàng gia Hà Lan HNLMS O-19, vốn bị mắc cạn tại bãi Đá Lát thuộc quần đảo Trường Sa lúc đang trên đường đi sang vịnh Subic, Philippines. Không thể kéo con tàu bạn ra khỏi chỗ mắc cạn, nó giúp di tản thủy thủ đoàn, rồi phá hủy O 19 bằng chất nổ, hải pháo và ngư lôi để ngăn không cho đối phương chiếm được. Nó đưa thủy thủ đoàn người Hà Lan đi đến vịnh Subic rồi tiếp tục nhiệm vụ tuần tra.
Trong giai đoạn từ ngày 21 tháng 7 đến ngày 1 tháng 8, Cod đã 20 lượt tấn công bằng hải pháo những thuyền buồm, ghe xuồng và sà lan, là những phương tiện duy nhất còn lại để tiếp liệu cho quân Nhật tại Singapore. Nó khám xét những con tàu để giải phóng thủy thủ đoàn dân sự trước khi phá hủy tổng cộng 23 tàu bè. Nó phải lặn xuống né tránh khi bị một máy bay đối phương bắn phá vào ngày 1 tháng 8, nên đã bỏ lại một đội đổ bộ trên bờ; những người này được tàu ngầm Blenny (SS-324) giải cứu hai ngày sau đó.
Cod quay trở về Fremantle vào ngày 13 tháng 8, rồi chỉ hai ngày sau đó, Nhật Bản chấp nhận đầu hàng giúp chấm dứt vĩnh viễn cuộc xung đột. Nó lên đường để quay trở về Hoa Kỳ vào ngày 31 tháng 8, ghé đến viếng thăm Miami, Florida trước khi về đến Căn cứ Tàu ngầm Hải quân New London tại New London, Connecticut vào ngày 3 tháng 11. Nó đi đến Xưởng hải quân Philadelphia tại Philadelphia, Pennsylvania để được đại tu, rồi quay trở lại New London nơi nó được cho xuất biên chế vào ngày 22 tháng 6, 1946 và được đưa về Hạm đội Dự bị Đại Tây Dương.

### 1951 - 1971
Sau khi cuộc Chiến tranh Triều Tiên bùng nổ vào tháng 6, 1950, Cod được cho nhập biên chế trở lại vào năm 1951, và đã tham gia các cuộc tập trận chống ngầm trong khuôn khổ Khối NATO. Con tàu cũng thực hiện các chuyến đi đến St. John's, Newfoundland và Labrador; Cuba và Nam Mỹ. Con tàu lại được cho xuất biên chế vào ngày 21 tháng 6, 1954 và được đưa về thành phần dự bị.
Đến năm 1959, Cod được kéo băng qua Tuyến đường biển nội địa St. Lawrence để đến Cleveland, Ohio, nơi nó được sử dụng như tàu huấn luyện cố định cho nhân sự Hải quân Dự bị Hoa Kỳ trong những đợt thực tập cuối tuần. Nó được xếp lại lớp như một "tàu ngầm phụ trợ" với ký hiệu lườn AGSS-224 vào ngày 1 tháng 12, 1962, rồi như một "tàu ngầm tiện ích không xếp lớp" với ký hiệu lườn IXSS-224 vào ngày 30 tháng 6, 1971. Tên nó được cho rút khỏi danh sách Đăng bạ Hải quân vào ngày 15 tháng 12, 1971.

## Tàu bảo tàng - Danh lam Lịch sử Quốc gia

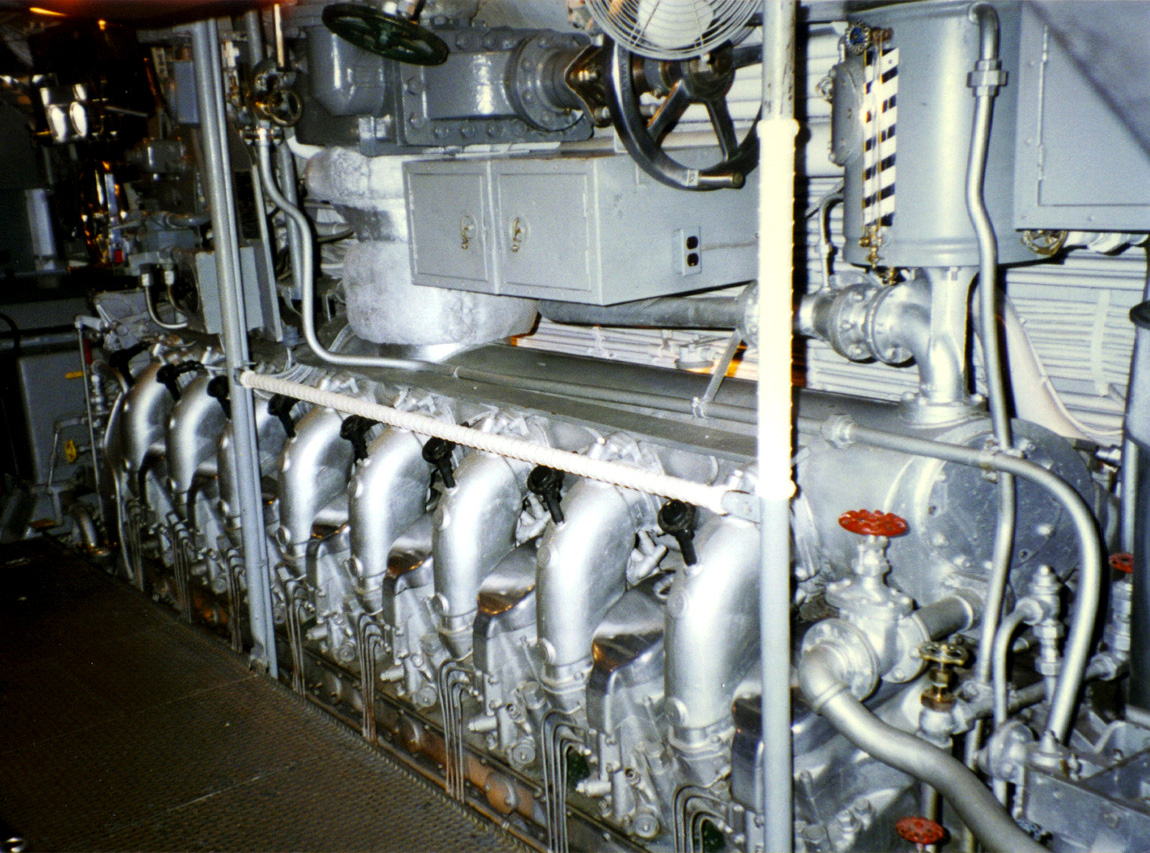
Động cơ diesel General Motors Cleveland Kiểu 16-248 V16

Một nhóm cư dân tại Cleveland, Ohio đã thành lập Cleveland Coordinating Committee to Save Cod, Inc. (Ủy ban phối hợp Cleveland để cứu Cod), nhằm mục tiêu bảo tồn con tàu như một đài tưởng niệm, và Hải quân Hoa Kỳ trao tặng con tàu vào tháng 1, 1976. Nó bắt đầu mở cho công chúng tham quan như một đài tưởng niệm nổi từ ngày 1 tháng 5, 1976. Con tàu được công nhận là một Danh lam Lịch sử Quốc gia Hoa Kỳ vào năm 1986.
Cho đến nay, Cod là một trong những tàu ngầm tốt nhất được phục hồi và trưng bày, và là chiếc tàu ngầm Hoa Kỳ duy nhất không cắt qua lườn tàu chịu áp lực để tạo cửa và lối đi tham quan, trở thành chiếc tàu ngầm thời Thế Chiến II duy nhất còn nguyên vẹn. Khách tham quan sử dụng thang thẳng đứng và cửa nắp như thủy thủ đoàn dùng trong chiến tranh. Hải pháo 5-inch trên boong tàu vẫn có thể xoay được; và máy tính dữ liệu ngư lôi Mark IV được phục chế hoàn toàn cũng như như bộ phận khác trên tàu. Con tàu vận hành một trạm vô tuyến nghiệp dư, W8COD, và tham gia nhiều cuộc tranh tài vô tuyến cùng các hoạt động khác.
Thành phố Cleveland được xem là đã góp phần và việc hình thành nên Cod, khi năm động cơ diesel của chiếc tàu ngầm được chế tạo tại Xưởng Diesel Cleveland của hãng General Motors. Nó nhận được hai động cơ General Motors Kiểu 248 nguyên được lắp trên một tàu ngầm khác thời Thế Chiến II, chiếc Stingray (SS-186). Linh kiện của chúng được dùng để phục chế động cơ của Cod, và bốn trong số năm động cơ của con tàu vẫn ở trong tình trạnh vận hành, và được khởi động vào những dịp quan trọng trong năm.

## Phần thưởng
Cod được tặng thưởng bảy Ngôi sao Chiến trận do thành tích phục vụ trong Thế Chiến II. Nó được ghi công đã đánh chìm tám tàu Nhật Bản với tổng tải trọng 26.985 tấn.
|  |  | Silver star · Bronze star · Bronze star |
|  |  |                                         |

| Dãi băng Hoạt động Tác chiến         | Huân chương Chiến dịch Hoa Kỳ         | Huân chương Chiến dịch Châu Á-Thái Bình Dương với 7 Ngôi sao Chiến trận |
| Huân chương Chiến thắng Thế Chiến II | Huân chương Phục vụ Phòng vệ Quốc gia | Huân chương Giải phóng Philippine (Philippine)                          |